# West End Classic
De West End Classic was een eenmalig golftoernooi in de Bahama's en maakte deel uit van de Amerikaanse PGA Tour, in 1969. Het toernooi vond plaats op de Old Bahama Bay Resort in West End, Grand Bahama.

## Winnaar
| Jaar | Winnaar      | Score | Score | Info                                   |
| ---- | ------------ | ----- | ----- | -------------------------------------- |
| 1969 | Jim Wiechers | 277   | –11   | Won op 25-jarige leeftijd dit toernooi |